# 地杨桃
地杨桃（学名：Sebastiania chamaelea）为大戟科地杨桃属下的一个种。